# École hellénisante

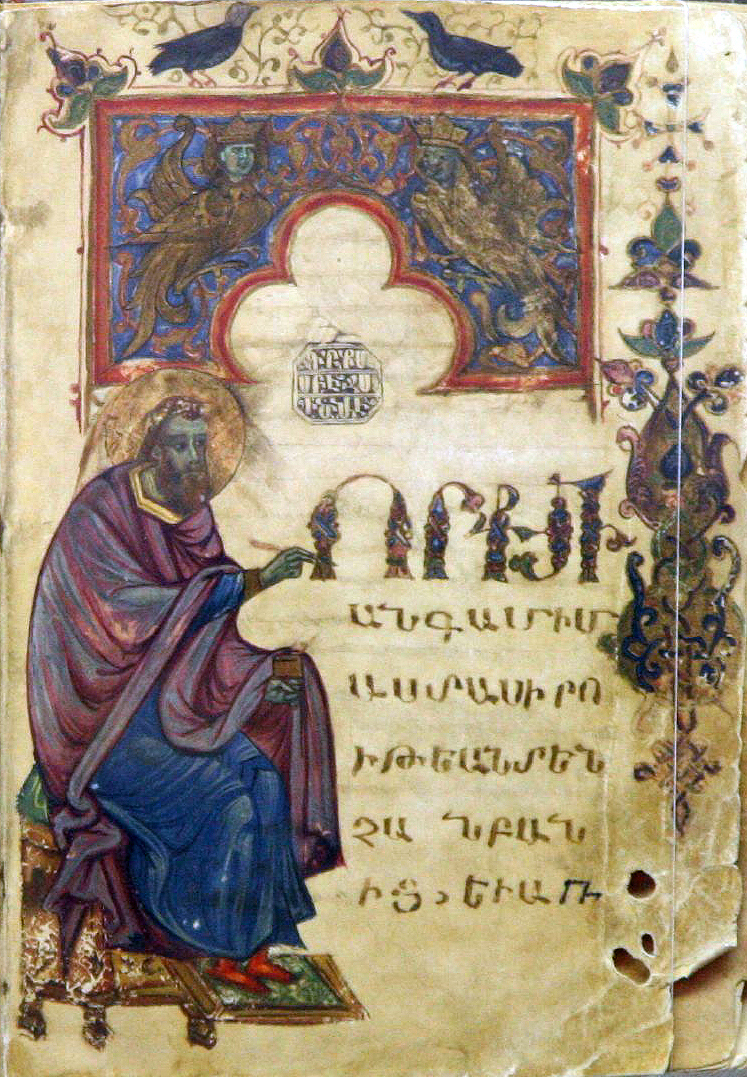
Enluminure représentant David l'Invincible, dit David Anhaght, au début de sa Définition de la philosophie dans un manuscrit datant de 1280.

L'école hellénisante (en arménien Յունաբան Դպրոց, romanisé Yownaban Dproc̕) est un mouvement intellectuel arménien du Haut Moyen Âge (Ve – VIIIe siècles). Celui-ci se caractérise par une attention importante accordée aux textes grecs et par un travail notable de traduction à partir du grec vers l'arménien ; souvent en effectuant des traductions littérales du grec. Il influence la langue arménienne de manière substantielle.
Les auteurs faisant partie de cette école s'impliquent dans la création de mots et de catégories grammaticales fortement inspirées du grec en arménien. Les traductions effectuées par les membres de cette école peuvent intéresser les philologues et chercheurs modernes, car ils conservent dans certains cas des textes grecs perdus dans leurs versions originales.
Certains auteurs arméniens écrivant en langue grecque, comme David l'Invincible ou Anania de Shirak, sont considérés comme faisant partie de cette école.

## Contexte
Dans la première partie du Ve siècle, l'arménien se dote d'un alphabet permettant d'écrire sa langue, traditionnellement attribué à Mesrop Machtots,. L'analyse historique des raisons ayant motivé ce choix varient, mais sont généralement comprises comme une tentative d'accélérer et de faciliter l'évangélisation de l'Arménie par les autorités ecclésiastiques,, les textes religieux étant jusqu'à ce moment exclusivement en grec et en syriaque,.
À la suite de Mesrop Machtots, qui traduit le Nouveau Testament en arménien depuis des sources grecques et syriaques, l'Église arménienne entreprend un travail de traduction important, à la fois de la littérature religieuse, dans un premier temps, y compris les textes liturgiques et patristiques, et, dans un second temps, des textes philosophiques grecs.

## Histoire

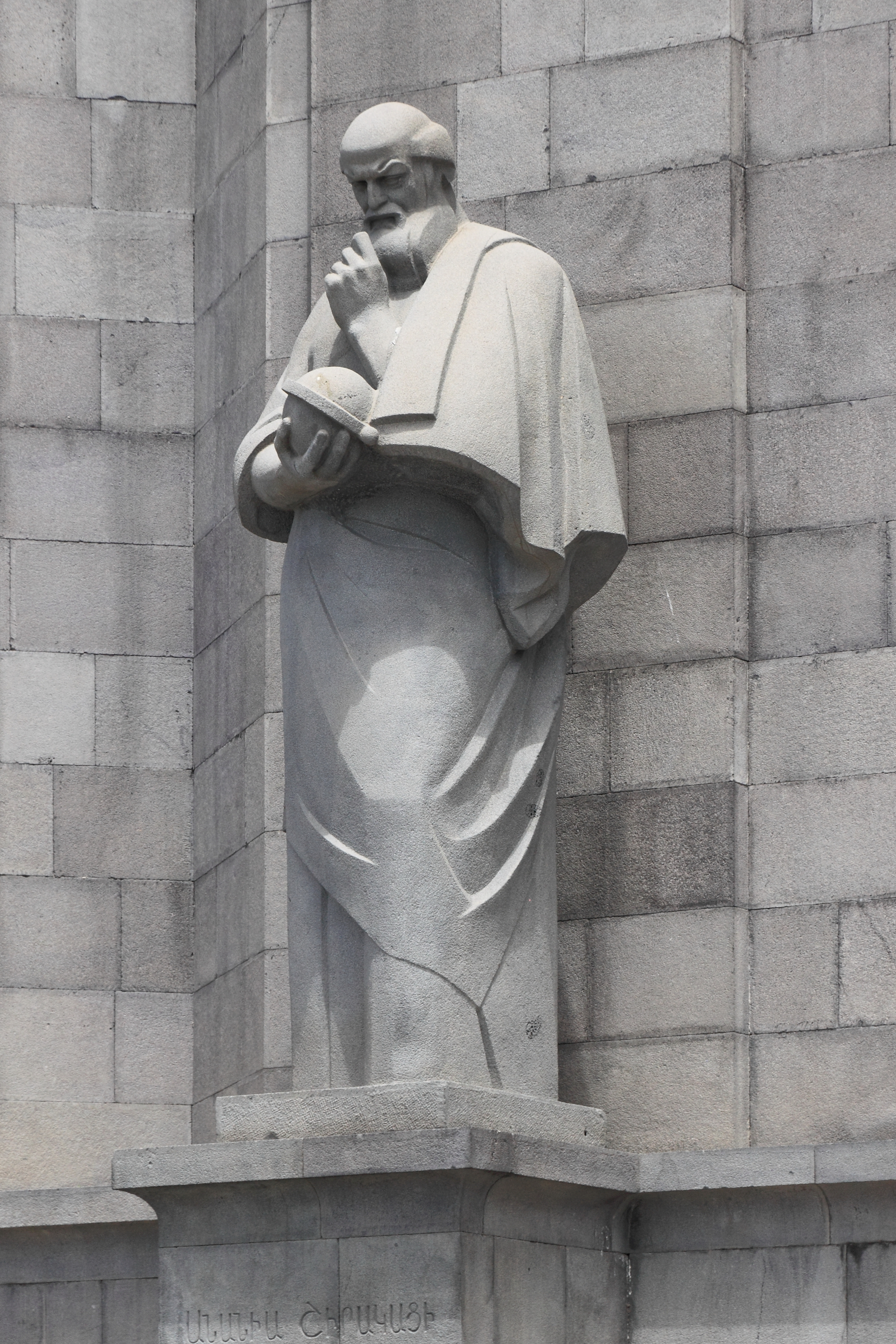
Statue représentant Anania de Shirak à l'entrée du Matenadaran

Dans cette recherche de traductions, se développe, à partir de la fin du Ve siècle, en Arménie, un mouvement intellectuel appelé l'« École hellénisante », qui traduit en arménien de nombreux ouvrages de la littérature grecque. Certains chercheurs considèrent que les premières traductions arméniennes, y compris celles de Mesrop Machtots, font déjà partie de cette école et sont à considérer comme une « pré-école hellénisante ». Cette école impacte la langue arménienne de manière substantielle,, car les traducteurs emploient des procédés de traduction très proches des originaux grecs. Ainsi, ils créent des mots arméniens pour traduire certains termes grecs,, imaginent des préfixes et des prépositions inexistants en arménien, ils conçoivent des temps et des nombres, comme le duel ou l'optatif.

## Traductions
Les premiers ouvrages traduits par cette école sont la Grammaire de Denys le Grammairien,, les Progymnasmata d'Aelius Théon, le Livre des Chries, une version chrétienne des Progymnasmata d'Aphtonios. L'école traduit aussi un nombre important d'ouvrages de la littérature patristique grecque,, comme Irénée de Lyon, qui ne subsiste en grec qu'en fragments, mais possède une version complète en latin et en arménien.
Les traducteurs s'intéressent particulièrement à la littérature platonicienne ou néoplatonicienne,, ainsi, ils traduisent l'Euthyphron, l'Apologie de Socrate, le Minos, les Lois et le Timée. Ils traduisent aussi des textes aristotéliciens, comme le De Mundo, le De virtutibus, les Catégories ou De l'interprétation,. De plus, on peut compter parmi les œuvres traduites, les Hermetica, attribués à Hermès Trismégiste, le De Natura de Zénon de Kition ou le Livre des Causes. Philon d'Alexandrie, Jean Philopon et Proclus sont aussi des auteurs traduits de manière conséquente,. 
David l'Invincible, philosophe arménien écrivant en grec du Ve et VIe siècles est traduit en arménien par cette école,,. Lui et Anania de Shirak sont considérés comme en faisant partie, car ils écrivent leurs ouvrages en grec à la même époque.

## Intérêt philologique
Le fait que les traducteurs de ce mouvement restent très proches de l'original grec qui leur sert de modèle pour leurs traductions rend l'école intéressante pour la philologie moderne, qui peut s'appuyer sur leurs travaux pour essayer de restituer l'histoire de certains textes, voire de reconstituer des originaux perdus,,,, à la fois pour des études concernant la philosophie antique, les Pères de l'Église ou le texte biblique,,,,.